# Georges Rouault
Georges Rouault [žorž ruól] (27. května 1871 Paříž – 13. února 1958 tamtéž) byl francouzský malíř a grafik, blízký fauvismu a expresionismu.

## Život a dílo
Narodil se v rodině truhláře ve čtvrti Belleville a ve 14 letech nastoupil do učení u malíře na sklo. Roku 1891 byl přijat na pařížskou École des Beux-Arts, kde byl jeho profesorem Gustave Moreau, s nímž se Rouault blízce spřátelil. Roku 1894 získal Chenavardovu cenu, ale když se dvakrát marně snažil získat stipendium Prix de Rome, na Moreauovu radu školu opustil. Roku 1895 se sblížil se skupinou katolických spisovatelů a básníků, jako byli Joris Karl Huysmans nebo Charles Péguy, kteří si ho získali radikalitou i hloubkou své víry. S Huysmansem strávil nějaký čas v klášteře v Ligugé, než ji vláda rozpustila. Když roku 1896 Moreau zemřel, stal se Rouault správcem jeho nadace a po těžké krizi se stal křesťanem. Roku 1903 společně s Henri Matissem a dalšími založil v Paříži „Podzimní salon“. Roku 1904 se seznámil s dílem Léona Bloy a rozhodl se malovat bez ústupků dobovým náladám. Jeho drsný osobitý sloh byl ovlivněn zejména Rembrandtem, Goyou a Daumierem, patrně také van Goghem. S vervou malované akvarelové a kvašové obrazy tváří – klaunů, prostitutek i soudců – se někdy blížily karikaturám a šokovaly publikum. Od roku 1912 začal malovat olejem a věnoval se také grafice, zejména barevným dřevořezům a leptům. 
Když roku 1912 zemřel Rouaultův otec, začal pracovat na velkém cyklu Miserere, který dokončil až roku 1946 a vydal jako knihu 58 foliových leptů roku 1948. Roku 1917 si Rouaulta všiml významný galerista Ambroise Vollard, odkoupil celé jeho dílo (770 obrazů) a zaměstnával ho pak jako ilustrátora svých bibliofilských vydání. Od roku 1927 se Rouault zase věnoval hlavně volné tvorbě a maloval lidské tváře, utrpení Krista a také krajiny. Obrazy z posledního období vyzařují klid, jsou ještě barevnější a často krajně zjednodušené, až na hranici abstrakce. Významnou kapitolu Rouaultova života tvořilo přátelství s moravským nakladatelem Josefem Florianem, který ve svém nakladatelství propagoval malířovo dílo ještě před 1.světovou válkou. Rouault během patnácti let zaslal Florianovi přes 100 dopisů, verše a řadu svých grafik i originálů(Soudci, Milenci pod stromem, Lampa, Ukřižovaný, Dívka aj). Kromě svých děl posílal na Moravu i tehdy téměř neznámá díla franc.tvůrců (Modigliani, Picasso, aj.).

## V galeriích
Rouaultovy obrazy lze vidět například v pařížském Centre Georges Pompidou, ve Phillips Collection ve Washingtonu i v několika japonských galeriích moderního umění.V České republice je několik Roualtových děl z Florianovy kolekce umístěno dnes v několika soukromých sbírkách.

## Vliv
Rouault si už za svého života získal velkou pověst, nejen v Evropě, ale také v USA a v Japonsku. Do českého prostředí zavedl Rouaulta jeho přítel Josef Florian a Rouaultovy grafiky významně ovlivnily například B. Reynka a patrně i F. Tichého.